# Zincocromite
La zincocromite (simbolo IMA: Zchr) è un minerale molto raro del supergruppo dello spinello e in particolare degli ossispinelli, nella cui famiglia occupa un posto nel sottogruppo dello spinello; appartiene alla classe minerale degli "ossidi e idrossidi" con la composizione chimica ZnCr2O4 e quindi, da un punto di vista chimico, è un ossido di zinco-cromo. Il minerale l'analogo dello zinco della cromite (Fe2+Cr2O4).

## Etimologia e storia
La zincocromite è stata scoperta nel giacimento di uranio-vanadio "Srednyaya Padma" (in russo: Средняя Падма) della Velikaya Guba (Великая Губа) vicino al fiume Padma sul lago Onega nella Repubblica di Carelia (Russia). La prima descrizione fu fatta nel 1987 da A.R. Nesterov e Ye. V. Rumyantseva, che hanno dato il nome al minerale in base al suo componente principale, lo zinco, e alla sua relazione con la cromite.
Il campione tipo del minerale è conservato presso l'"Università Mineraria Statale di San Pietroburgo" con il numero di catalogo 1238/1.

## Classificazione
La nona edizione della classificazione dei minerali di Strunz, valida dal 2001 e aggiornata dall'Associazione Mineralogica Internazionale (IMA) fino al 2009, classifica la zincocromite nella classe "4. Ossidi (idrossidi, V[5,6] vanadati, arseniti, antimoniti, bismutiti, solfiti, seleniti, telluriti, iodati)" e da lì nella sottoclasse "4.B Metallo:Ossigeno = 3:4 e simili"; questa è ulteriormente suddivisa in base alla dimensione dei cationi coinvolti, in modo da trovare la zincocromite nella sezione "4.BB Con soltanto cationi di media dimensione" dove forma il sistema nº 4.BB.05 insieme a cocromite, cuprospinello, filipstadite, jacobsite, magnesiocoulsonite, nicromite, qandilite, vuorelainenite, magnesioferrite, cromite, franklinite, gahnite, galaxite, hercynite, magnesiocromite, magnetite, spinello, trevorite, ulvöspinello e coulsonite forma il sistema nº 4.BB.05.
Tale classificazione viene mantenuta invariata anche nell'edizione successiva, proseguita dal database "mindat.org" e chiamata Classificazione Strunz-mindat, con l'aggiunta dei minerali harmunite, wernerkrauseite e deltalumite.
Anche la classificazione dei minerali secondo Dana, utilizzata principalmente nei paesi di lingua inglese, elenca la zincocromite nella classe degli “ossidi e idrossidi” e lì nella sottoclasse degli "ossidi multipli"; qui si trova insieme a cromite, cocromite, magnesiocromite, manganocromite e nicromite nel "sottogruppo del cromo" con il numero di sistema 07.02.03 nella sottosezione degli "ossidi multipli (A+B2+)2X4, gruppo dello spinello”.

## Chimica
La composizione dell'elemento finale ZnCr2O4 è composta per il 28,02% da zinco (Zn), per il 44,56% da cromo (Cr) e per il 27,42% da ossigeno (O). Nella forma di ossido, ciò corrisponde al 34,87% di ossido di zinco (ZnO) e al 65,13% di triossido di dicromo (Cr2O3). Tuttavia, i campioni analizzati provenienti dalla località tipo, Velikaya Guba, contenevano anche una quantità significativa di ossido di vanadio(III) (V2O3) tra l'1,42% e il 7,67%, ossido ferrico (Fe2O3) tra l'1,36% e il 4,21%, ossido di alluminio (Al2O3) tra lo 0,51% e l'1,44% e silice (SiO2) tra il 2,44% e il 3,36% (tutti valori in peso%). Inoltre, è presente una piccola percentuale di biossido di titanio (TiO2) fino allo 0,82%. Sulla base di quattro atomi di ossigeno, la composizione empirica è calcolata come:
{\displaystyle \mathrm {Zn_{1,04}(Cr_{1,61}V_{0,11}Si_{0,11}Fe_{0,06}^{3+}Al_{0.,05})_{\Sigma =1,94O4}} }

## Abito cristallino
La zincocromite cristallizza nel sistema cubico con il gruppo spaziale Fd3m (gruppo nº 227) con la costante di reticolo a = 8,35 Å, oltre a 8 unità di formula per cella unitaria.

## Proprietà chimico-fisiche
La zincocromite è paramagnetica.

## Origine e giacitura
La zincocromite si forma nelle metasomatiti micacee e ricche di cromo e vanadio sostituendo l'egirina contenente cromo nelle zone di frattura delle rocce sedimentarie metamorfizzate. Oltre all'egirina, come minerali di accompagnamento si trovano anche quarzo e vari ossidi e idrossidi di cromo-vanadio-ferro.
La zincocromite è una delle formazioni minerali più rare e pertanto è stata scoperta solo in pochi campioni provenienti da meno di 10 località note. All'interno della Federazione Russa, la zincocromite è stata trovata, oltre che nella sua località tipo (Velikaya Guba), nella vicina miniera di Srednyaya Padma (anch'essa un giacimento di uranio-vanadio) sulla penisola di Zaonezhie nella Repubblica di Carelia e nel giacimento di palladio-oro di Chudnoe nei Monti Maldynyrd nella Repubblica dei Komi.
Altri luoghi per la zincocromite sono: Fusch an der Großglocknerstraße e Navis (Austria); Suomussalmi (Finlandia); a Čaška (Macedonia); nella provincia di Córdoba (Argentina); nello Stato di Bolívar (Venezuela); nel governatorato di Amman (Giordania); nell'Orissa (India); a Tarkwa (Ghana); nella contea di Young (Nuovo Galles del Sud, Australia).

## Forma in cui si presenta in natura
La zincocromite sviluppa solo minuscoli cristalli ottaedrici fino a circa 0,05 mm di dimensione di colore nero-brunastro con una lucentezza semi-metallica sulle superfici. Il minerale è generalmente opaco e traslucido di colore brunastro solo in frammenti sottili. Al microscopio a luce riflessa, la zincocromite appare di colore grigio-brunastro con riflessi interni brunastri. Il colore del suo striscio, tuttavia, è marrone.